# Foxhound americano

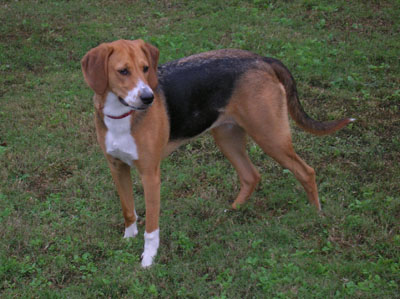
Un foxhound americano.

El perro de caza de zorros americano, más conocido como foxhound americano es una raza de perro muy cercana al foxhound inglés, son sabuesos, perros que se guían por el olfato para cazar zorros.

## Historia
En 1650 Robert Brooke trajo para la administración de la colonia británica que era Norteamérica una jauría de perros de caza que se convirtió en la raíz de muchas líneas de perros cazadores norteamericanos. Estos perros permanecieron en la familia Brooke cerca de 300 años.
George Washington recibió perros cazadores de zorro franceses como el Gran sabueso azul de Gascuña como regalo del Marqués de Lafayette. Muchos de los perros que Washington ya tenía eran descendientes de la familia Brooke, así que cuando les cruzó con los franceses, empezó a desarrollarse la raza hasta llegar al presente foxhound americano.